# Sycoscapter kathuriensis
Sycoscapter kathuriensis is een vliesvleugelig insect uit de familie Pteromalidae. De wetenschappelijke naam is voor het eerst geldig gepubliceerd in 1997 door Priyadarsanan & Abdurahiman.